# Za wschodzącym słońcem
Za wschodzącym słońcem (org. Behind the Rising Sun) – amerykański dramat wojenny z 1942 roku w reż. Edwarda Dmytryka. Adaptacja powieści Jamesa R. Younga pod tym samym tytułem.

## Opis fabuły
Rok 1943 w Japonii podczas II wojny światowej. Wpływowy magnat prasowy Reo Seki otrzymuje urnę z prochami swojego syna Taro – pułkownika lotnictwa, który poległ na polu walki. Pełen bólu i rozpaczy ojciec pisze do swojego zmarłego syna list, w którym wspomina okres przedwojenny – bunt oficerów roku 1936, podczas którego został zamordowany ich liberalny przyjaciel Takahashi i w którym Taro powrócił ze studiów w Stanach Zjednoczonych, jako zamerykanizowany, młody człowiek, pełen demokratycznych ideałów. Taro podejmuje pracę dla amerykańskiego inżyniera i przedsiębiorcy Clancy O’Hary i wkrótce zakochuje się w jego sekretarce Tamie. Oboje młodzi planują ślub, jednak ojciec Taro nie akceptuje tego związku ze względu na pochodzenie Tamy. Wkrótce, Taro zostaje powołany do wojska, gdzie podczas wojny w Chinach, na skutek jej brutalizacji, staje się typowym japońskim militarystą, nie znającym litości mordercą cywilów. Wybucha wojna z Ameryką, Taro służy jako lotnik w Birmie. W tym samym czasie jego dziewczyna i kilkoro amerykańskich przyjaciół pracujących w Japonii zostaje aresztowanych pod zarzutem szpiegostwa i postawionych przed sądem. Taro świadczy przeciwko nim. Jednak dzięki staraniom Reo i dostarczonym przez niego dokumentom, przyjaciołom ostatecznie udaje się opuścić Japonię. W tym czasie Taro ginie w walce w starciu z amerykańskimi bombowcami. Jego ojciec, ponownie ukazany w początkowych scenach filmu, wyrzeka się cesarza i popełnia harakiri.

## Obsada aktorska
- Margo – Tama
- Tom Neal – Taro Seki
- J. Carrol Naish – Reo Seki
- Robert Ryan – amerykański bokser Lefty O'Doyle (debiut filmowy)
- Gloria Holden – Sara Braden
- Donald Douglas – Clancy O’Hara
- George Givot – Boris
- Adeline De Walt Reynolds – babcia
- Leonard Strong – ojciec Tamy
- Iris Wong – sekretarka
- Wolfgang Zilzer – Max
- Mike Mazurki – japoński karateka
- Lee Tung Foo – gość na kolacji
- Benson Fong – japoński oficer
- Shirley Lew – służący

i inni.

## Krytyka
Film w momencie wejścia na ekrany zyskał pochlebne recenzje krytyków. The New York Times pisał o filmie wyróżniającym się pośród innych propagandowych obrazów, przedstawiających Japończyków jako „małpie karykatury”; chwalił grę aktorską oraz podkreślał „szczerość i realizm” filmu. Film cieszył się również stosunkowo dużą oglądalnością – zysk dla wytwórni wyniósł blisko 1,5 mln dolarów przy koszcie produkcji niecałych 240 tys. dolarów, co zapewniło mu miano kasowego sukcesu. Po latach reżyser Edward Dmytryk wyznał, że wraz ze scenarzystą zainteresowali się książką Younga wyłącznie dla jej tytułu. „Potem dodaliśmy treść opartą na relacjach jakie docierały ze Wschodu. Na przykład: policzkowanie amerykańskiej kobiety, rozprowadzanie opium pośród chińskiej ludności aby zapewnić jej posłuszeństwo itp. W niezbyt oryginalną fabułę wpletliśmy dziesięć czy dwanaście scen obliczonych na wywołanie patriotycznych odczuć. To zadziałało”. Publicysta kanału TCM Jeremy Arnold pisze, że oglądając film dzisiaj, należy oczywiście mieć na uwadze kontekst i powód dla jakiego został nakręcony – zjednoczenie społeczeństwa na rzecz wysiłku wojennego i zmobilizowanie widzów do zakupu obligacji wojennych.

## Ciekawostki
W jednej ze scen filmu japoński karateka walczy w obecności japońskich oficerów i grupy amerykanów w wolnym pojedynku z amerykańskim bokserem. Jest to swoista, symboliczna konfrontacja świata Wschodu z Zachodem, którą ostatecznie wygrywa amerykański bokser. Scena oparta jest na autentycznym wydarzeniu. Spodobała się krytykom, a sam Dmytryk był z niej niezwykle zadowolony i uważał ją za najlepszą w swoim filmie.